# Guiomar Maristany
Guiomar Maristany Zuleta de Reales (19 febbraio 1999) è una tennista spagnola.

## Carriera
Guiomar Maristany ha vinto 8 titoli in singolare e 5 titoli in doppio nel circuito ITF in carriera. Il 18 luglio 2022 ha raggiunto il best ranking mondiale nel singolare, nr 296; il 19 dicembre 2022 ha raggiunto il miglior piazzamento mondiale nel doppio, nr 300.
Ha preso parte ai XIX Giochi del Mediterraneo tenutosi a Orano, in Algeria, conquistando la medaglia d'oro nel singolo e nel doppio insieme a Jéssica Bouzas Maneiro.

## Statistiche ITF

### Singolare

#### Vittorie (8)
| Torneo $100.000 (0) |
| Torneo $80.000 (0)  |
| Torneo $75.000 (0)  |
| Torneo $60.000 (0)  |
| Torneo $50.000 (0)  |
| Torneo $40.000 (1)  |
| Torneo $25.000 (4)  |
| Torneo $15.000 (3)  |
| Torneo $10.000 (0)  |

| N. | Data            | Torneo                                                              | Superficie  | Avversaria in finale   | Punteggio     |
| 1. | 8 ottobre 2017  | ITF Gran Canaria Yellow Bowl, Telde                                 | Terra rossa | Lisa Sabino            | 7–5, 4–6, 6–4 |
| 2. | 13 maggio 2018  | Hammamet Open, Hammamet                                             | Terra rossa | Viktorija Kan          | 7-6(1), 6–3   |
| 3. | 21 luglio 2019  | Palmela Ladies Open, Palmela                                        | Cemento     | Eva Guerrero Álvarez   | 6–3, 7–5      |
| 4. | 20 marzo 2022   | Vilas Academy Calvia Open, Palma Nova                               | Terra rossa | Solana Sierra          | 6-3, 6-2      |
| 5. | 22 maggio 2022  | Torneig Internacional Femení Platja D'Aro 365, Castell-Platja d'Aro | Terra rossa | Jéssica Bouzas Maneiro | 7-6(2), 6–4   |
| 6. | 19 marzo 2023   | Ponent Mar Open, Palma Nova                                         | Terra rossa | Rosa Vicens Mas        | 6-4, 1-6, 6-1 |
| 7. | 22 gennaio 2024 | Antalya Series, Adalia                                              | Terra rossa | Polona Hercog          | 6-4, 6-1      |
| 8. | 24 marzo 2025   | Open Sabadell Torneig Internacional de Tennis Femení, Sabadell      | Terra rossa | Astra Sharma           | 6-3, 6-3      |

#### Sconfitte (7)
| Torneo $100.000 (0) |
| Torneo $80.000 (0)  |
| Torneo $75.000 (0)  |
| Torneo $60.000 (2)  |
| Torneo $50.000 (0)  |
| Torneo $40.000 (0)  |
| Torneo $25.000 (4)  |
| Torneo $15.000 (1)  |
| Torneo $10.000 (0)  |

| N. | Data              | Torneo                                            | Superficie  | Avversaria in finale        | Punteggio     |
| 1. | 11 giugno 2017    | Torneo Internacional C.T.Chamartin, Madrid        | Terra rossa | Rocío de la Torre Sánchez   | 1–6, 1–6      |
| 2. | 11 agosto 2018    | Disa Gran Canaria, Las Palmas de Gran Canaria     | Terra rossa | Başak Eraydın               | 4-6, 3-6      |
| 3. | 12 giugno 2022    | ITF Femenino Villa de Madrid Trofeo Volvo, Madrid | Cemento     | Jaimee Fourlis              | 4-6, 2-6      |
| 4. | 18 dicembre 2023  | Magic Tours by FTT, Monastir                      | Cemento     | Alina Čaraeva               | 2-6, 4-6      |
| 5. | 21 luglio 2024    | Trofeo MA-BO, Torino                              | Terra rossa | Solana Sierra               | 6-4, 2-6, 0-6 |
| 6. | 29 settembre 2024 | Lisboa Belém Open, Lisbona                        | Terra rossa | Victoria Jiménez Kasintseva | 4-6, 2-6      |
| 7. | 17 maggio 2025    | Zagreb Open, Zagabria                             | Terra rossa | Tara Würth                  | 2-6, 6-4, 3-6 |

### Doppio

#### Vittorie (5)
| Torneo $100.000 (0) |
| Torneo $80.000 (0)  |
| Torneo $75.000 (0)  |
| Torneo $60.000 (1)  |
| Torneo $50.000 (0)  |
| Torneo $40.000 (0)  |
| Torneo $25.000 (3)  |
| Torneo $15.000 (0)  |
| Torneo $10.000 (1)  |

| N. | Data           | Torneo                                            | Superficie  | Compagno                 | Avversari in finale                     | Punteggio        |
| 1. | 7 ottobre 2016 | ITF Gran Canaria Yellow Bowl, Telde               | Terra rossa | Lucía de la Puerta Uribe | Leonie Küng Vivian Wolff                | 7-5, 6-4         |
| 2. | 16 aprile 2022 | Magnesium K Active Ladies Open, Oeiras            | Terra rossa | Jéssica Bouzas Maneiro   | Francisca Jorge Matilde Jorge           | 3–6, 6–4, [10–8] |
| 3. | 10 giugno 2022 | ITF Femenino Villa de Madrid Trofeo Volvo, Madrid | Cemento     | Yvonne Cavallé Reimers   | Jacqueline Cabaj Awad Valerija Savinych | 6-4, 6-4         |
| 4. | 9 luglio 2022  | Amstelveen Women's Open, Amstelveen               | Terra rossa | Aliona Bolsova           | Michaela Bayerlová Aneta Laboutková     | 6-2, 6-2         |
| 5. | 18 agosto 2023 | Internacional Femenino Ciudad Durense, Ourense    | Cemento     | Lucía Cortez Llorca      | Karola Bejenaru Yasmine Mansouri        | 6–4, 3–6, [10–6] |

#### Sconfitte (5)
| Torneo $100.000 (0) |
| Torneo $80.000 (0)  |
| Torneo $75.000 (0)  |
| Torneo $60.000 (1)  |
| Torneo $50.000 (0)  |
| Torneo $40.000 (0)  |
| Torneo $25.000 (3)  |
| Torneo $15.000 (1)  |
| Torneo $10.000 (0)  |

| N. | Data             | Torneo                                             | Superficie  | Compagno                 | Avversari in finale                       | Punteggio |
| 1. | 24 giugno 2017   | Hammamet Open, Hammamet                            | Terra rossa | Lucía de la Puerta Uribe | Fernanda Brito Noelia Zeballos            | 1–6, 3–6  |
| 2. | 3 novembre 2017  | Open Ciudad de Sant Cugat, Sant Cugat              | Terra rossa | Olga Danilović           | Luisa Stefani Renata Zarazúa              | 1-6, 4-6  |
| 3. | 14 luglio 2018   | Torneo Internacional de Tenis de Getxo, Getxo      | Terra rossa | Marina Bassols Ribera    | Yvonne Cavallé Reimers Ángela Fita Boluda | 3-6, 2-6  |
| 4. | 1º ottobre 2022  | Open Internacional de San Sebastián, San Sebastián | Terra rossa | Ángela Fita Boluda       | Aliona Bolsova Katarina Zavac'ka          | 2-1, rit. |
| 5. | 25 novembre 2023 | Kaeline WTT Pro Series Limassol, Limassol          | Cemento     | Katharina Hobgarski      | Julie Štruplová Hanne Vandewinkel         | 4-6, 4-6  |